# Ivailo Stanev
Ivailo Stanev (conocido como Álvarez) es un fotógrafo especializado en fotografía documental y comercial. Desde 2017, vive y trabaja en Valencia (España).

## Carrera
Ivailo Stanev tiene numerosas publicaciones en revistas  como Esquire, Playboy, Maxim, Harper’s Bazaar y Biograph. Entre 2014 y 2019, trabajó como fotógrafo y editor fotográfico para la edición búlgara de Esquire y fue fotógrafo de larga duración para las ediciones búlgaras de Playboy (2009–2019) y Maxim (2010–2016). Su trabajo ha sido destacado en ediciones internacionales de estas revistas en Alemania, República Checa, Rusia, Australia, y Grecia.
En 2017, Stanev fue seleccionado por Magnum Photos para la exposición Magnum Swap Shop, presentada en Londres como parte del 70º aniversario de Magnum.
Ese mismo año, comenzó una colaboración con el torero español Jesús Duque en un proyecto que exploraba el patrimonio cultural de la tauromaquia en España. Esta colaboración dio lugar a una serie de exposiciones fotográficas, incluida Rojo-Trozos de Pasión, presentada en Valencia en 2019. Partes del proyecto también se presentaron en Olympus Masters Europe (2018) en Praga y en Photopia (2023) en Hamburgo.
En 2018, Stanev fue honrado como uno de los ganadores del Olympus Masters Europe Award.

## Exposiciones seleccionadas

### 2024
- Red Point – exposición individual, Sofía.[21]
- Face 2 Face – exposición individual, Sofía.[22][23]

### 2023
- Hahnemühle FineArt Collection – exposición colectiva, Photopia, Hamburgo.[20]

### 2020
- The Colour of the Street – exposición individual, Monochrome Hub Gallery, Valencia.
- 144 000 Minutes – exposición colectiva, Valencia.

### 2019
- Red Sea – exposición individual, Valencia.
- E#Motion-La Playa – exposición individual, Valencia.
- Rojo-Trozos de Pasión – exposición colectiva, Valencia.[17]

### 2018
- E#Motion-La Calle – exposición individual, Valencia.
- FIAP Photo Saloon – exposición colectiva.
- Olympus Masters 2018 – exposición colectiva, Praga.[19]

### 2017
- Magnum Swap Shop – exposición colectiva, Londres.[15]